# في صحتك (فلم)
في صحتك فيلم دراما مصري من إخراج وتأليف (قصة وسيناريو وحوار) عباس كامل لعام 1955. الفيلم من بطولة محمد قنديل وحورية حسن وحمدي غيث  وتدور احداثه حول أب يغرق في السُّكر وإدمان الخمر بإيعاز من بعض أصدقاء السوء، وتسوء حالته جدًا لدرجة أن يعتدي أحد هؤلاء على ابنته، بل وتموت حينما أرادت إجهاض الجنين غير الشرعي.
صدر الفيلم إلى دور العرض المصرية في 24 يناير 1955.
منح موقع قاعدة بيانات الأفلام العربية «السينما.كوم» الفيلم درجة 4.8/ 10.

## طاقم التمثيل
محمد قنديل: في دور قنديل
حورية حسن: في دور فاطمة عبد الفتاح
حمدي غيث: في دور
فهمي أمان: في دور عبد الفتاح أفندي (باشكاتب)
قدرية كامل: في دور نبوية (زوجة عبد الفتاح أفندي)
بترو طنوس: في دور بترو (مالك الحانة)
ميمي عزيز: في دور زوجة بترو
ممدوح كامل: في دور ممدوح (ابن البيه)
أحمد مختار: في دور مختار (صديق حمدي)
وهبة حسب الله: في دور ضابط القسم
إبراهيم حشمت: في دور البيه أبو ممدوح
حسن أتلة: في دور مساعد قنديل بالورشة
شلاضيمو: في دور بائع الجمبري (في الحانة)
مروان: في دور عادل عبد الفتاح
عدنان: في دور علي عبد الفتاح
بالاشتراك مع: سلوى جلال - سعيد عبد المتعال - هيرمين - سيلفانا - جمال أبو رية - إيلين دياتو - أبو العينين شعيشع (الشيخ) - عباس كامل - عباس الدالي.

## أغاني الفيلم
الكلمات: فتحي قورة
ألحان: حسين جنيد - علي فراج - عبد العظيم عبد الحق - إبراهيم حسين - سيد مصطفى.
الأغاني: هات يا خواجة - يا جميل وصغير - يا رب..كل اعتمادنا عليك - في صحتك.

## أحداث الفيلم
يبدأ الفيلم ورجل (إبراهيم حشمت) يدخل بيته ليخبره خادمه بشير أن ممدوح نجل البيه (ممدوح كامل) طلب منه شراء زجاجة صودا، ويعجب الأب من هذا الطلب ويدخل إلى غرفة ممدوح ليجده مع زميل له وهو على وشك احتساء كأس من الخمر، ولكي يقنع البيه نجله بضرر الخمر يقدم له قصة يقرأها ثم يقرر ما يريده، وتكون هذه القصة هي أحداث الفيلم وفيه: يسقط رب الأسرة متوسطة الحال، عبد الفتاح أفندي (فهمي أمان)، في براثن مجموعة من أصدقائه، مدمني الخمر. يفقد الأب الكثير من شرفه بل وكرامته وشخصيته بين أولاده وزوجته (قدرية كامل)، وكانت النتيجة ان اعتدى حمدي (حمدي غيث)، أحد أصدقائه، على ابنته فاطمة (حورية حسن) وهي المخطوبة للشاب قنديل (محمد قنديل)، وحين أراد التخلص من الجنين تموت الفتاة أثناء عملية الإجهاض، كما يتناول عادل (مروان)، أحد أولاده، طعاماً مسموماً فيموت على اثر تناوله، ويترك علي (عدنان) المنزل خوفاً من عقاب والده له، ويضطر لاختلاس مبالغ من الشركة التي يعمل بها فيفصل من عمله، وأثناء خروجه من الشركة يذهب لتناول بعض من الخمر، لكن تصدمه سيارة وهو مخمور فيموت في الحال، ترى زوجته ان تنتقم من زملائه الذين كانوا سبباً في الحوادث التي لحقت بالأسرة، فتسبب في أن يفقد أحدهم بصره، إلا أنها تلقى حتفها في النهاية.

## استقبال الفيلم
كتب محمود قاسم على موقع الشروق في 2 يوليو 2021: «هذا أغرب فيلم يمكنك أن تشاهده في خريطة السينما المصرية، خاصة في الأبطال الذين قاموا بالأدوار الرئيسية، وهل سمعت أن الممثل الدرجة الثالثة فهمي أمان أسندت إليه بطولة فيلم كان هو الشخصية الرئيسية... مسألة أضرار الإدمان ناقشتها السينما المصرية بجرأة لكن بصورة ساذجة، فالمخرج الأهم في السينما العالمية في هذا الأمر هو»بليك إدواردز «صاحب فيلم»أيام الخمر والورد" ... ألفه وأخرجه عباس كامل من إنتاج شقيقه حسين فوزى، والاثنان مخرجان وكاتبا سيناريو بارعان في عمل الأفلام الكوميدية والاستعراضية... لاشك أن عباس كامل صاحب أبرز أفلام الفانتازيا قد استوحى تجربة شاهدها بنفسه فأراد نقلها ليقدم فيلما مختلفاً عن مسيرته وعن قصص السينما الأخرى التقليدية، وأعتقد أن العمر قد طال به فبعد سبع سنوات من إنتاج فيلمه في عام 1962 كان فيلم "أيام الورد والخمر«حيث شجع الزوج امرأته على الإدمان، ومع الزمن أقلع عن الخمر وتحولت زوجته إلى حطام امرأة فتخلى عنها للعدالة، إنه موضوع لا يتكرر كثيراً ولكن كان لدى عباس كامل شجاعته القصوى ليقدم الفيلم الذي تاه كثيراً في التاريخ ولا أعتقد أنه عرض لأكثر من أيام في السينما، وكما أشرنا نقدمه ليس لأنه عمل مهم ولكن للتعرف على مناطق مجهولة من السينما، ليس فقط لما أشرت إليه ولكن أيضا نصف العاملين في الفيلم قد فشلوا في استكمال مسيرتهم الفنية ولم يعد أحد يتذكرهم».

## روابط خارجية
- مقالات تستعمل روابط فنية بلا صلة مع ويكي بيانات